# چک ۵۹/ام‌بی
چک ۵۹/ام‌بی (به انگلیسی: Chak No.59/Mb) یک روستا در پاکستان است که در ناحیه خوشاب واقع شده‌است.